# 抉择 (小说)
《抉择》是作家张平的长篇小说，曾荣获2000年第5届茅盾文学奖。1997年首次出版。2019年9月23日，《抉择》入选“新中国70年70部长篇小说典藏”。

## 故事梗概
《抉择》塑造了海州市长“李高成”清廉正直的中国共产党党员和中华人民共和国政府官员的形象，讲述了中国共产党全心全意为人民服务的宗旨和为国家命运和民族命运进行反腐败斗争。

## 主要人物
- 李高成，海州市长李高成。